# Julia Boserup
Julia Boserup (født 9. september 1991 i Santa Monica, Californien, USA) er en professionel tennisspiller fra USA. Begge hendes forældre er danskfødte, men nu bosiddende i USA. 
Julia Boserups højeste rangering på WTA's singlerangliste var en 80. plads, hvilken hun opnåede i sommeren 2017. Samme år deltog hun i hovedturneringen i samtlige Grand Slam-turneringer. 
Herefter blev Boserup imidlertid ramt af skader, og i maj 2019 meddelte hun, at hun stopper karrieren.